# Pedestalverfahren
Das Pedestalverfahren ist ein Verfahren zur Herstellung von hochreinen einkristallinen Werkstoffen (Kristallzucht).

## Technik
Ein schon vorbereiteter, gereinigter Stab (oder eine Säule) mit noch polykristalliner Kristallstruktur befindet sich in einer Schutzatmosphäre. Durch eine Induktionsheizung über dem Vorratsstab wird an seiner Stirnseite Material aufgeschmolzen. Damit die Zone gleichmäßig aufschmilzt, rotiert der Stab langsam. Die aufgeschmolzene Zone wird mit einem Impfkristall in Berührung gebracht und wächst unter Annahme seiner Kristallstruktur an ihm an. Im Gegensatz zum Zonenschmelzverfahren wird der Kristall nach oben aus der Schmelze gezogen, ähnlich wie beim Czochralski-Verfahren, nur wird hier kein Tiegel eingesetzt und damit ist die Reinheit wie beim Zonenschmelzverfahren gegeben. Allerdings sind bisher nur kleine Durchmesser (bis etwa 50 mm) möglich. Der Vorratsstab wird unter Beibehaltung des Abstandes zur Induktionsspule nachgeführt. Fremdatome verbleiben weitestgehend in der Schmelzzone und lagern sich schließlich am Ende des Vorratsstabes ab.
Eine Dotierung kann durch Beigabe gasförmiger Stoffe, die dann in die Schmelze eindringen, und/oder durch Einbringen von Metallstücken, erreicht werden. 

## Anwendung
Mit diesem Verfahren ist die Herstellung von hochreinem Silizium und anderen Materialien möglich, jedoch ist es mit sehr hohen Kosten verbunden. Man kann aus dicken Vorratsstäben dünne hochreine Kristalle ziehen.